# Луиза Мишель (станция метро)
Луиза Мишель (фр. Louise Michel) — станция линии 3 Парижского метрополитена, расположенная в коммуне Леваллуа-Перре в 100 метрах от официальной границы Парижа. Названа по одноимённой улице коммуны (фр. Rue Louise Michel), расположенной к северо-западу от станции и названной в честь французской анархистки и участницы Парижской коммуны Луизы Мишель. Одна из пяти станции Парижского метрополитена (наряду с Бусико, Шардон-Лагаш, Пьер-э-Мари Кюри и Барбес — Рошешуар), названных в честь известных французских женщин.

## История
- Станция открылась 24 сентября 1937 года в составе пускового участка Порт-де-Шанперре — Пон-де-Левалуа — Бекон под названием "Валье" (по одной из вершин Пиренеев). 1 мая 1946 года была переименована и получила современное название.
- Пассажиропоток по станции по входу в 2011 году, по данным RATP, составил 3 240 270 человек[2]. В 2013 году этот показатель вырос до 3 594 105 пассажиров (146 место по уровню входного пассажиропотока в Парижском метро)[3].

## Галерея

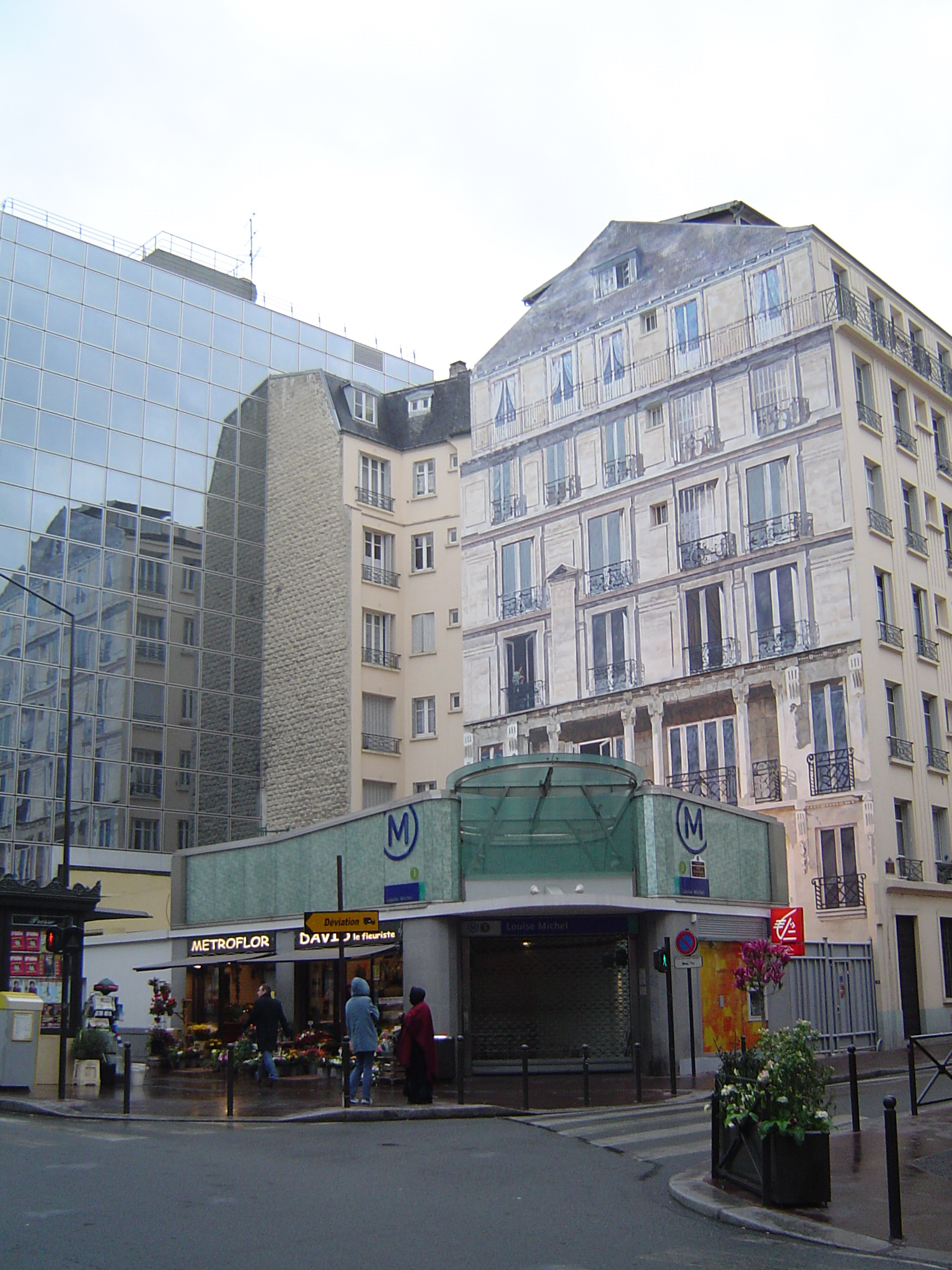
Наземный вестибюль